# ITER
ITER е международен токамаков (магнитно ограничаван ядрен синтез) инженерно-изследователски проект, създаден с цел да докаже научната състоятелност и технологичната осъществимост на производствен (не експериментален) термоядрен реактор.
Първоначално наименованието ITER е образувано като съкращение от английското название International Thermonuclear Experimental Reactor (международен експериментален термоядрен реактор). Понастоящем то официално не се счита за абревиатура на израза, а се свързва с латинската дума iter (път).
Очаква се ITER да бъде стъпката между днешните експерименти в плазмената физика и бъдещите енерго-произвеждащи плазмени електроцентрали. Той ще бъде изграден на базата на проведени изследвания с други подобни устройства, каквито са DIII-D, EAST, TFTR, JET, JT-60, и T-15, и ще бъде значително по-мащабен от всяко едно от тях.
Страни - участнички:
- Европейски съюз
- Индия
- Китай
- Русия
- САЩ
- Южна Корея
- Япония

На 21 ноември 2006 г. седемте страни, участващи в реализацията на проекта, сключват договор за финансирането на проекта. Програмата предвижда 30-годишна продължителност на проекта, като 10 от тях ще бъдат за изграждането му и 20 години експлоатационен период. Цената му се определя приблизително на 10 млрд. евро, което го прави един от най-големите модерни научно-технически мегапроекти.
През ноември 2015 г. срокът за завършване построяването на ITER е отложено за 2025 г., а предполагаемата сума на разходите нараства до 19 милиарда евро.
ITER е разположен в научноизследователския център Кадараш (Cadarache), Югоизточна Франция. Технически проектът е готов за започване на изграждането му и първоначалното пускане в експлоатация се очаква през 2016 г.
Очакваше се изграждането на реактора да отнеме 10 години и ITER планираше да тества първата си плазма през 2020 г. и да постигне пълен термоядрен синтез до 2023 г. През 2024 г. организацията ITER публикува нов график с експлоатация на деутерий-деутериевата плазма, започваща през 2035 г.
Проектиран е да произвежда около 500 MW (500 млн. вата) енергия от процес на термоядрен синтез, поддържан в разстояние на 500 s (в сравнение с пиковата мощност на JET от 16 MW за по-малко от секунда). Синтезът се постига чрез изгаряне на 0,5 g смес на деутерий и тритий в реакторна камера с обем ~840 m³, за което са необходими около 50 MW, т.е. получената енергия ще надвишава 10 пъти изразходваната. Бъдещата термоядрена електроцентрала ще произвежда около 3000 – 4000 MW топлинна мощност. Макар че ITER ще произвежда чиста енергия под формата на топлина, произвежданата топлина няма да се използва за добиване на електричество, тъй като това не е електроцентрала, а експериментален реактор.

## Причини
Нови големи енергийни източници трябва да се разработят до средата на 21 век, за да се предотврати настъпващата криза с природните изкопаеми и околната среда. Вече е направена успешна демонстрация на контролирана ядрена синтезна реакция и на ключовите технологии, необходими за осъществяването ѝ. В днешно време се счита, че в резултат на това и на бъдещи оптимизации, централите, базирани на термоядрения синтез, ще изиграят ключова роля в задоволяването на енергийните нужди на населението през втората половина на този век.

## Цел на проекта
Програмата ITER има за цел да утвърди ядрения синтез като енергиен източник. В частност ITER ще демонстрира научните и технически възможности на термоядрената енергетика и по този начин ще бъде направен прехода от настоящите токамак-експерименти до първата демонстрация на термоядрена централа.
ITER e експеримент с възпламеняваща се плазма, проектиран да задържи D-T-плазма, в която загряването от α-частиците (т.е. собственото загряване) надвишава всички останали форми на загряване.

## Технически дизайн

### Вакуумна камера
Вакуумната камера е двустенна стоманена структура, която съдържа модулите на бланкета, диверторните касети и портове за достъп. Портовете осигуряват достъпа на антената за радиочестотното загряване, тестовия модул за бланкета, модулите за диагностика и за дистанционно командване. Вакуумната камера е херметично затворен стоманен контейнер във вътрешността на криостата, който предоставя среда за синтезната реакция и действа като първа преграда за осигуряване на безопасността. В тази камера с тороидална форма, наричана още тороид, частиците на плазмата обикалят непрекъснато в спирала, без да докосват стените.
Размерът на вакуумната камера определя обема на плазмата. По-голямата камера дава възможност да се произведе по-голямо количество енергия. Вакуумната камера на ITER ще бъде 2 пъти по-голяма и 16 пъти по-тежка от всеки предишен токамак, с вътрешен диаметър от 6 m. Пълният диаметър ще е малко над 19 m, 11 m височина и тегло 5000 тона. С цел постигане на по-голямо качество и улеснен транспорт и монтаж на този голям елемент от системата на токамака, вакуумната камера се състои от 9 сектора. Стените ще са двойни, стоманени, с възможност охлаждащата вода да циркулира между тях. Вътрешната повърхност на вакуумната камера ще се покрие с модулите на бланкета, който ще осигурява защита от високоенергийните неутрони, произвеждани при реакцията. Някои от модулите на бланкета ще бъдат използвани на по-късен етап да тестват материали за развитие на концепцията за възпроизводство на тритий. 44 порта ще осигуряват достъп до вакуумната камера за дистанционно управление, за диагностициращите системи, системите за загряване и вакуумните системи. Бланкетът и диверторът са монтирани във вътрешността на камерата.
Вакуумната камера има горни, екваториални и долни портове. По-голямата част от техните елементи също са двустенни с укрепващи ребра между стените. Изборът на материали използвани за вакуумната камера има значително влияние върху цената, характеристиките, поддръжката, отделянето на примеси и др. Основният параметър за избора е високата механична устойчивост при работна температура, от химическите свойства на водата, фабрични характеристики и ниска цена спрямо останалите кандидати. В пространството между двете стени ще бъде поставен т.нар. щит, направен от аустенитна неръждаема стомана с добавени 2% бор. Добавката от бор е възприета за подобряване на ефективността на неутронния щит. Феритна неръждаема стомана е използвана като защитен материал под тороидалните намотки, за да се намалят смущенията в полето. Тази стомана има висока точка на насищане. И двата материала имат висока корозионна устойчивост във вода и отлични фабрични характеристики.

### Бланкет
Бланкетът покрива вътрешната повърхност на вакуумната камера, осигурявайки защита на камерата и свръхпроводящите магнити от топлината и неутронния поток, генерирани при синтезната реакция. Неутроните се забавят в бланкета, където тяхната кинетична енергия се преобразува в топлинна и се отнема от охладителя. В бъдещата централа тази топлина ще се използва за производството на електричество.
Бланкетът има модулна структура с механично свързани елементи. Състои се от 440 индивидуални сегмента, всеки с размери 1х1,5 m и тегло до 4,6 тона. Модулната конфигурация се състои от един защитен блок, към който са окачени отделните панели на първата стена. Използването на голям брой плоски панели за първата стена опростява дизайна и минимизира стойността на машината. Силно сегментираната конфигурация ограничава индуцирането на вихрови токове и електромагнитното натоварване на модула.
Бланкетът на ITER е един от най-важните и отправящи технически предизвикателства компоненти. Заедно с дивертора, те директно взаимодействат с горещата плазма. Поради уникалните си физични и химични свойства, за елемент, покриващ първата стена, ще се използва берилий. Останалата част от бланкетния щит ще се изработи от високоякостна мед и неръждаема стомана.
В по-късен етап от проекта ITER ще бъдат тествани модули за производство на тритий. Бъдещата централа ще трябва сама да произвежда трития, който ѝ е необходим за провеждане на ядрен синтез.
Модулите на бланкета са окачени директно към вакуумната камера. Тръбите за протичане на охлаждащата вода са монтирани зад модулите. Топлината, натрупвана в модулите на бланкета, се отнема от три независими кръга на първичната система за охлаждане на бланкета. Всички кръгове са с еднакъв капацитет и захранват три 40°-ни сектора. Близкостоящи едни до други 40°-ни сектори се захранват от различен кръг за по-голяма безопасност. Максималното топлинно натоварване на бланкетните модули е 690 MW. Системата охлажда 421 модула на бланкета и 18 елемента във вътрешността на горните портове. В екваториалната зона 12 елемента от портовете и 3 NB втулки се охлаждат от същата система, 2 ограничителя на портовете се охлаждат от кръга за охлаждане на дивертора и ограничителите.

### Дивертор
Основната функция на диверторната система е да извлича основната част от енергията на α-частиците, а също така и примесите от плазмата.
Разположен на самото дъно на вакуумната камера, диверторът на ITER e направен от 54 дистанционно премахвани касети, всяка с по три пряко изложени на плазмата повърхнини. Това са вътрешната и външната „мишени“ и леглото. Те са позиционирани на мястото на пресичане на магнитните силови линии, където високоенергийните частици от плазмата бомбардират тези повърхности. Тяхната кинетична енергия се преобразува в топлина. Hагряването на диверторните елементи е изключително силно и затова е необходимо сериозно водно охлаждане. Много е важен изборът на материал за дивертора. Само много малко материали са способни да устоят на температура от около 3000 °С за предвидените 20 години живот на машината ITER. Това ще се тества в ITER, защото въпреки че физиката на дивертора през последните години е сравнително изучена, все още има доста несигурности и този компонент от машината непрекъснато се тества и подменя.
ITER ще започне работа с подсилени с карбонови фибри карбоно-композитни диверторни повърхности. Материалът позволява висока топлопроводност и улеснява изследванията през първите години на ITER. Вторият дивертор ще бъде направен от волфрам, който има по-голяма ерозоустойчивост и съответно по-дълъг живот.

### Криостат
Криостатът е голяма структура (31 на 36,5 m), обхващаща вакуумната камера и свръхпроводящите магнити, осигурявайки суперохладена вакуумна среда. Има две концентрични стени, свързани с хоризонтални и вертикални ребра. Пространството между стените е запълнено с хелиев газ при малко над 1 atm, който действа като термична бариера. Криостатът осигурява вакуумна среда, за да се спре конвективното пренасяне на топлина до свръхпроводящите магнити и студени структури, и формира вторична задържаща бариера за радиацията от вътрешността на вакуумната камера. Термичната защитна система минимизира затоплянето на елементите в резултат на излъчването на топлина от топли към студени елементи.
Биощитът над криостата е дебел 2 m. Диаметърът на криостата под вакуумната камера е намален със стъпка до 18 m, за да се осигури силна странична връзка между подпорите на машината и сградата и да се сведе до минимум страничното движение в случай на земетресение. Криостатът е изцяло заварен, от неръждаема стомана, с голям брой отвори, някои с диаметър над 4 m, които осигуряват достъп до вакуумната камера на охладителната система, захранването на магнитите, допълнителното загряване, диагностиката и системите за демонтиране на елементите на бланкета и дивертора.
Дизайнът на криостата се основава на принципа за минимизиране на себестойността и функционалността. Неговият вътрешен диаметър е образуван от размерите на най-големите компоненти във вътрешността, полоидалните намотки PF4 и PF5, с прибавено малко радиално пространство от ~1 m за инсталация на компонентите. Криостатът се поддържа от сградата и е напълно опасан от бетонен слой, известен като биощит.
Ако в много рядък случай се наложи някой от големите компоненти в криостата да се демонтира, горната плоча на биощита може да се свали. Общото ѝ тегло е приблизително 3500 тона, което надвишава капацитета на главните кранове (~1500 тона). Затова тази плоча е проектирана да се инсталира и демонтира на части.
Връзката между портовете на вакуумната камера и отворите на криостатната камера се осъществява от големи тръби. Вътре в тях са поставени мехове за компенсиране на диференциалното движение с правоъгълна форма, изработени от подсилен еластомерен материал.

#### VVPSS
Тази система има задача да понижава налягането вътре във вакуумната камера в случай на загуба на охлаждане и е част от криостатната система, тъй като най-вероятно ще се изработи като един общ пакет с криостата. Това е защитна система, тъй като голямото налягане може да наруши задържащата бариера. Състои се от голям линеен резервоар с дължина 46 m и кръгло сечение с диаметър 6 m, съдържащ достатъчно количество вода (~1200 тона) за кондензиране на изпаренията в резултат на теч в охладителната система на камерата. Резервоарът се свързва към вакуумната камера през две от кутиите на NBI системата и кутията на DNBI. От тези места тръгват три тръби към резервоара на VVPSS, като всяка тръба съдържа двойнопрекъснато събрани дискове, установяващи границата между вакуума във вакуумната камера и водата, която се намира при стайна температура. При наличие на пробив в охладителната система на камерата, VVPSS действа съвместно с дренажната система на вакуумната камера, която се задейства автоматично с отварянето на прекъснатите дискове в дренажните линии на вакуумната камера, в случай на голям пробив, или с отварянето на дренажните вентили при малък пробив. Тези дренажни дискове и вентили са част от VVPSS. Освен това VVPSS e свързана към системата за обработка на радиоактивните газове, долното ниво на системата за обработка на отпадъците, системата за разпределение на течностите и системата за засичане на пробивите.

#### Термичен щит
Включва термичния щит на вакуумната камера (VVTS), между вакуумната камера и студените структури; термичен щит на криостата (CTS), покриващ стените на криостата, като по този начин се възпрепятства прекият достъп на елементи, които са при стайна температура до студените структури; преходен термичен щит (TTS), който обгражда свързващите канали за портовете и обслужващите линии между стените на криостата и вакуумната камера и поддържащ термичен щит (STS), който обхваща гравитационните подпорни елементи на машината. STS също така осигурява термичната връзка между вакуумната камера и подпорите на машината за намаляване топлопроводността към студените структури.
Във всички случаи термичните щитове се състоят от панели от неръждаема стомана, които се охлаждат с хелиев газ при температура 8 К. Охлаждащите линии отнемат натрупаната топлина от топлите повърхности. Студените магнитни структури, работещи при температура около 4 К, обхващат единствено повърхността на термичния щит.
Провеждането на топлина от термичните щитове е ограничено до малки загуби през техните подпори. За да се минимизира топлината от топлите елементи и да се намали топлоизлъчването към 4 К повърхности, панелите на термичните щитове са покрити от двете страни с тънък, ниско-емисионен слой сребро.
Повреда в охлаждането на термичните щитове, особено на VVTS, ще доведе до загряване на студените структури. Тъй като възстановяването може да отнеме дълго време, охлаждащата система е пререзервирана.
Пространствената обвивка е критичен момент за VVTS. Свободното място между вакуумната камера и тороидалните намотки, където е VVTS, е необходимо да се сведе до минимум. Значителни усилия са положени VVTS да се направи максимално тънък. Основният проект на вътрешността на VVTS се състои от един панел от неръждаема стомана, по който са монтирани две независими линии за охлаждане с хелий. Външната част от VVTS е направена от двустенни панели за механична устойчивост и за намаляване на топлинното натоварване на магнитните структури без излишно усложняване на охлаждането.
Основните фактори, влияещи на цената, са сложността на дизайна, необходимостта от висока точност на изпълнение и общата площ. За CTS, TTS и STS е предвиден опростен дизайн на панелите, като те са плоски и с правоъгълна форма. Въпреки всичко VVTS трябва да следва формата на вакуумната камера и затова има сегментиран тороидален дизайн.

### Магнитна система
Магнитната система на ITER се състои от 18 суперпроводящи тороидални и 6 полоидални намотки, централен соленоид и набор от корекционни намотки, които магнитно задържат, оформят и контролират плазмата във вътрешността на вакуумната камера. За борба с колебанията близо до повърхността на плазмата, които, ако не се контролират, са причина за загуби на енергия (на английски: Edge Localized Modes, ELMs), се използват допълнителни намотки.
Силата на магнитните полета, необходими за задържането на плазмата във вакуумната камера на ITER, е екстремно голяма. За постигането на максимална ефективност и ограничаване консумацията на енергия, ITER използва суперпроводящи магнити. Тороидалните и полоидални намотки са разположени между вакуумната камера и криостата, където се охлаждат и са защитени от топлината, генерирана от неутроните. Суперпроводящият материал, използван за направата на централния соленоид и TF, e проектиран да понася условия на силно магнитно поле (13 Т) и представлява специална сплав от ниобий и калай (Nb3Sn). Полоидалните и корекционните намотки използват друга сплав от ниобий и титан (NbTi). За да се достигнат суперпроводящите свойства всички намотки се охлаждат с He до около -269 °C.
Работният ток е 40 – 46 кА за централния соленоид и полоидалните намотки, а за тороидалните намотки е 68 кА.
Проводникът, от който ще се изработят ТF, CS и PF, e многожилен кабел от типа „кабел в кабелна тръба“ с около 1000 жила, комплектовани около малка централно-охлаждана спирална тръба. Корекционните намотки използват проводник с редуциран брой жила (около 300) и без централен канал.

#### Система за тороидално поле
18 тороидални магнити произвеждат магнитното поле около торуса, чиято основна функция е да се задържат плазмените частици. Тороидалните намотки на ITER са проектирани да имат обща магнитна енергия от 41 GJ и максимална магнитна индукция от 11,8 Т. Намотките ще тежат 6540 тона. Заедно с вакуумната камера те са най-големият елемент в машината на ITER.

#### Система за полоидално поле
Магнитите, създаващи полоидалното поле, ограничават плазмата далеч от стените и по този начин спомагат за оформяне и стабилизиране на плазмата.
Тази система се състои от 6 хоризонтални намотки, поставени извън тороидалната магнитна система. Поради размерите, пет от шестте намотки ще се изградят в седалището на ITER в Кадараш в специална извита сграда с дължина 250 m. Най-малката от полоидалните намотки ще бъде изработена навън и ще бъде доставена последна.
Произведени са на същия технологичен принцип като тороидалните намотки (кабел в кабелна тръба). Използват се два различни типа проводници в зависимост от необходимото действие, всеки позволяващ различно поведение при силен ток и висока температура.

### Централен соленоид
Токът в плазмата основно се индуцира от промяната на тока в централния соленоид, който на практика представлява един голям трансформатор и е „гръбнакът“ на магнитната система. Той подпомага движението на плазмата, оформя силовите линии в зоната на дивертора и подпомага стабилизирането на плазмата във вертикална посока. Състои се от набор от 6 независими намотъчни модула, разположени във вертикална посока, които са задържани заедно от вертикална стягаща структура. Тя представлява свързани помежду си метални плочи, разположени отвън и отвътре на намотъчните секции, оказвайки осово натоварване върху секциите. Броят на тези елементи е подбран според изискването за равновесие. Целият този пакет е окачен от горната страна на тороидалната намотка чрез гъвкави елементи, а отдолу е укрепен от наместващ механизъм, който действа като опора срещу хоризонталните динамични сили.
На външната страна на полоидалните намотки са разположени три независими групи от корекционни намотки, всяка състояща се от по 6 намотки, подредени около извивката на тороидалната намотка – горни, странични и долни. Тези намотки се използват да коригират несиметриите в полето, възникващи поради неточности в монтажа на трите основни намотки.

### Магнитни структури
Тороидалният магнит е под влиянието на 2 основни силови системи. От една страна имаме взаимодействие на тока в намотката с тороидалното поле, а от друга – взаимодействието на тока в тороидалната намотка с полоидалното поле. Корпусите на сегментите, от които е изградена тороидалната намотка, са основните структурни компоненти на магнитната система и те осигуряват устойчивост срещу тези усилия. Полоидалните намотки, централният соленоид и вакуумната камера са окачени на корпусите на тороидалната намотка чрез елементи, които са твърди във вертикално и тороидално направление, но гъвкави в радиално направление. По този начин корпусите на TF свързват всички PF и CS с вакуумната камера и балансират всички електромагнитни сили в магнитната конфигурация. В случай на тежка авария, всички тороидални намотки, централният соленоид и горните и долните PF намотки са проектирани да бъдат демонтирани от машината.
Магнитите (TF и PF) са разположени в криостата, който осигурява термичната им изолация. Това се осъществява чрез вакуум в криостата за елиминиране на конвекцията и чрез междинен термичен щит.
Захранващите фидери на намотките включват свръхпроводящи шини, линии на криогеннатасистема и кабели за измервателните апарати. Тези фидери започват от индивидуалните терминали за намотките в криостата, през буксите на криостата и влизат в клемните кутии на намотките (CTBs) или охлаждащите клапанни кутии (SCVBs). Тези кутии са разположени извън криостата и биощита, в галерията на токамака, където са достъпни от хората. Те осъществяват връзката между магнитните системи, захранващата система и крио-централата.

### Захранваща система
Връзката между захранването и магнитите се осъществява в CTBs, където се извършва преход от свръхпроводящите шини към водно охлаждани алуминиеви шини до стайна температура. Захранващата система има две физически връзки с магнитите:
1. Осигурява захранване и кръгове за разряд на намотките. Състои се от една захранваща линия за 18-те тороидални намотки и 9 разрядни резистора, свързани между всеки чифт от намотката. Всяка полоидална намотка и всеки модул от централния соленоид имат самостоятелни захранване и разряден резистор.
2. Заземителни схеми на магнитните структури. Всички магнитни структури са свързани към земя през шинозадържащи тръби към стената на криостата. Заземителния контур на криостата е част от захранващата система.

## Диагностика
В ITER ще бъде инсталирана обширна система за диагностика, за да се осигурят необходимите данни за контрол, изчисления, оптимизиране на плазмата и за изучаване физиката на плазмата. Това включва измерване на температура, плътност, концентрация на примесите, време за задържане на частиците и енергията. Апаратурата ще се състои от около 50 индивидуални измервателни системи, включващи съвременни методи за диагностика на плазмата на основата на лазери, рентгенови лъчи, неутронни камери, датчици за наличието на примеси, радиационни болометри, анализатори на газовете и налягането, оптични влакна. Те ще трябва да изследват редица явления, които все още не са наблюдавани, а освен това са необходими голяма точност и прецизност на измерванията. Нивата на потоците неутрални частици, неутрони и радиоактивност ще бъдат съответно около 5, 10 и 10 000 пъти по-високи от най-тежките опити, провеждани дотогава. Дължината на импулсите, или времето за поддържане на реакцията, ще е около 100 пъти по-голяма.

## Зареждане с гориво
Системата за зареждане с гориво включва главната система за осигуряване на газ и няколко системи за разпределение, например Gas Injection System (GIS), Pellet Injection System (PIS), система за осигуряване на газ за NBI и DNBI, система за прекратяване на системите (Fusion Power Shut-down System (FPSS). GIS се използва за зареждане с гориво и за снабдяване с газ на системата за обработка на стените. Газът се осигурява от тритиевата централа.

### Главна система за снабдяване с гориво
Тази система набавя цялото количество газ, което е необходимо, от тритиевата централа. 6 линии се използват за снабдяване на GIS и PIS, две от тези линии снабдяват с газ и FPSS, а други две линии осигуряват газ за неутрализаторите и източника на лъчението на NBI и DNBI. Обща 50 mm изходна линия е служи за връщането на газа в тритиевата централа от подсистемите, когато не е необходим. За да се изпомпват и почистват линии преди да се смени вида на газа. Тритиевата централа осигурява тази евакуации и почистваща функция. Газовете снабдяващи различните системи са от общ газопровод, който от тритиевата централа се отправя към отделните точки на разпределение около биощита.

### Система за инжектиране на газ (GIS) /Gas Injection System/
По време на работата на реактора, GIS служи за осигуряване на необходимото количество газ (H2, D2, DT и He) за първоначалното получаване на плазмата; за осигуряване на газ с цел повишаване на плътността; за контрол на плътността на плазмата по време на „steady-state“ горене; осигуряване на контрол на топлинния поток от дивертора при топлинното му излъчване (поражда примеси). Системата позволява инжектирането на до 6 газа и основно това са три разновидности на водорода и три примесни газа (D, T, DT, Ar, Ne, He).

### Fusion Power Shut-down System (FPSS)
Способността в торуса да се инжектират примесни газове (например Ar, Ne и др.) е необходима, за да се осигури организирано погасяване на реакцията за ~3s, така че да се ограничи температурната ерозия на първата стена и бланкета. Прекратяването на производството на енергия за такова кратко време може да се осъществи, чрез впръскването в торуса на примесни газове със скорост ~200 Pa·m³/s. Това количество газ се осигурява от 6 газови цилиндъра, всеки зареден с 1000 cm³ газ при налягане 0,12 MPa. По време на нормален режим на работа, съдържанието на всеки цилиндър е изолирано от торуса чрез специална клапа, която се отваря при получаване на сигнал от системата за контрол на прекратяването на процеса.

### Инжекция на пелети (PIS)
Системата за инжекция на пелети ще осигури скорост на зареждане от 50 Pa·m³/s с 90% тритий и 10% деутерий под формата на пелети и 100 Pa·m³/s за други пелетирани форми на водорода с размери от 3÷6 mm в диаметър, като размерът е подбран, за да се ограничи промяната на плътността и генерираната мощност до 10%. Честотата на всеки изстрел е от 7 Hz за 6 mm пелети до 50 Hz за 3 mm пелети и позволява продължителност на импулсите до 3000 s. За целта ще бъдат инсталирани два инжектора, осигуряващи не само обезпечаването на системата, но така също и гъвкавост, давайки възможност единият инжектор да се използва за инжектирането на примесни пелети за изследователски цели.

## Охлаждане с вода
Системата за охлаждане с вода служи за контролиране на температурното нагряване по време на работата на токамака. Вода от близкия канал „Canal de Provence“ ще се използва за охлаждане на вакуумната камера и нейните елементи, за системите за дигностика, системите за загряване, за захранване и криогенните системи. Системата е разделена на два затворени кръга плюс един кръг с отворена охладителна кула. Водата протича от ITER до първичните и вторичните топлообменници за охлаждане на водата до 50 °С. Топлината се освобождава в околната среда през охладителната кула при средна термична мощност от 450 MW. Тъй като ITER е изследователска програма, а не централа, по-голямата част от водата просто ще се отделя в охладителните кули под формата на водни пари. Останалата вода преминава през серия от охладителни басейни. Първият басейн събира водата от централата. После водата се тества за различни параметри като температура (максимум 30 °C), pH, въглеводороди, хлориди, сулфати и тритий. Резултатите се представят на местните власти. Само чиста вода се освобождава в река Дуранс.

## Дистанционен контрол
Системата за дистанционно извършване на ремонти ще играе важна роля в ITER. След като започне работата на реактора, ще бъде невъзможно да се правят промени, да се извършват огледи или да се ремонтира някой от компонентите на токамака в активната част по друг начин освен с дистанционна автоматика. Изключително здрави и надеждни средства ще са необходими за извършване на манимпулации и подмяна на компоненти тежащи до 50 тона. Надеждността на тези методи също така ще определя времето за извършване на ремонтите.
Дистанционен манипулатор ще се използва да отдели компонентите. Те се отстраняват през един порт, порта се затваря с временна врата на вакуумната камера и се поставят в транспортния контейнер и той се затваря, за да се предотврати замърсяване. После се придвижва по въздух през „горещата клетка“. Процесът се повтаря по обратния път, за да се достави компонента.

## Гореща клетка
„Горещата клетка“ ще е необходима, за да се осигури безопасна среда за работа, ремонтни дейности или обновявания, тестове и преместване на компоненти, които са били изложени на неутроните. Въпреки че няма радиоактивни продукти на реакцията, енергетичните неутрони, взаимодействайки със стените на вакуумната камера, ще направят материалите радиоактивни. Също така материалите могат да бъдат замърсени с берилиев или волфрамов прах, или с тритий.
Тежките операции в „горещата клетка“ ще се извършват от системата за дистанционна автоматика, способна да премества много големи детайли. В „горещата клетка“ ще се намира и оборудване за симулации на действията и репетиции.
„Горещата клетка“, също така ще отстранява трития от взаимодействалите с него елементи. Тази дейност ще се извършва в обезопасена, затворена и защитена зона, съдържаща аналитична система за измерване съдържанието на тритий и детритираща система.
Всички остатъци от метериалите ще бъдат обработвани, пакетирани и временно съхранявани в „горещата клетка“, преди да бъдат поставени под отговорността на френските власти. „Горещата клетка“ представлява една четири етажна сграда над земята и етин напълно подземен етаж, на две нива. Размери на сградата 70 m/62 m и височина около 22 m.

## Електрическа част на ITER

### Характеристики на електрическата мрежа в района на ITER
ITER ще се разположи във Франция, в центъра на Commissariat à l’Energie Atomique (CEA) в Кадараш. На това място вече има изграден токамак (Tore Supra), захранван от 400 kV линия. Кадараш е разположен в добре електрифициран район на около 5 km от 400 kV възел в Boutre, който се свързва с двоен електропровод с дължина около 100 km с възела Tavel, в долината Rhone, където мощността на късо съединение е една от най-високите в Европа, заради наличието на значителен брой ядрени централи. Не са включени консумираните мощности (около 120 MW, 40 MVar) от допълнителните системи на централата (криоцентрала, охладителна водна система, загряване и системи за вентилация, офиси и др.). За да се симулира най-лошият възможен сценарий, импулсите на активната мощност, необходими за бърз контрол на плазмата (импулси до 100 MW за само няколко секунди), са приети 2 импулса в началото и 8 импулса в края на flat-top фазата. В действителния работен сценарий, тези импулси са разпределени случайно, при най-малко 10 s между два последователни импулса. Тези импулси се характеризират с много висока скорост на нарастване. Вълните на реактивната мощност включват компенсацията, която е предвидена в проекта. Тази система компенсира 450 MVar и е предложено да работи с контрол по обратна връзка на реактивната мощност, добивана от 400kV мрежа. По този начин максималната реактивна мощност, консумирана от мрежата, е 400 MVar с допустимо отклонение ± 2 MVar/s. След избора на място критериите за контрол на компенсатора на реактивна мощност ще бъдат наблюдавани от Мрежовия системен оператор. По принцип са възможни и други критерии за управление, например обратна връзка по напрежение.
През 2001 – 2002 г. френският системен оператор изследва влиянието на необходимите за ITER активна и реактивна мощност върху 400 kV и 230 kV преносни линии. Изследването включва също кратък анализ на смущенията, произведени от импулсната работа на ITER върху преносната мрежа, централите и автоматичните регулатори на трансформаторите в подстанциите. Заключението е, че изискваната от ITER консумация е съвместима с френската преносна мрежа при уговорката, че реактивната мощност е ограничена до 180 MVar. Това условие предполага 30% увеличение на системата за компенсация, позовавайки се на проекта на ITER.

### Захранваща система на ITER
Захранващата мрежа на ITER се състои от две независими системи:
1. Steady-state Electrical Power Network (SSEPN);
2. Pulsed-Power Supply System (PPSS);

SSEPN осигурява 6,6kV и 400V АС захранване за помощните системи на ITER. Товарите са основно двигатели и максимално консумираната енергия е около 120MW, включително е предвидено едно презапасяване за повишаване на сигурността и бъдещо разширяване. Основните консуматори са водноохладителните и криогенните сиситеми, съставляващи заедно около 80% от общата консумация. SSEPN включва също два резервни дизел генератора с мощност 7,5 MVA всеки, за осигуряването на захранване на системите за надеждност и сигурност. Въпреки че SSEPN е стандартна система за разпределение на електроенергията, изискването за пускане на мощните двигатели (до 3,7 MW) без това да причинява прекомерни смущения за нисковолтовата разпределителна система, налага да се проектира мрежа с относително висока мощност на късо съединение и да се подберат елементи с подходяща характеристика на късо съединение. Освен това вътре в сградата на токамака, нисковолтовите разпределителни табла трябва да се разположат в зони с постоянно или слабопроменливо, блуждаещо магнитно поле до около 25 mT. Това изисква специална експериментална програма, целяща да се направи оценка за електромагнитната съвместимост на комерсиално използваните компоненти за нисковолтови разпределителни табла.
PPSS осигурява управляемо постояннотоково захранване за суперпроводимите магнити и H&CD-системата. Това са мощни товари, изискващи обща активна мощност до 500 MW. Напреженията на товарите са в обхвата от 1 kV (за свръхпроводящиите магнити) до 1 MV (NB H&CD системата). Токът, който протича е до 68 кА (в тороидалните магнити). Импулсната система включва също така елементи за бързо разреждане на свръхпроводящите магнити в случай на авариийно спиране на реактора. Защитата на H&CD-системите е включена в характеристиките на мощностните преобразуватели (конвертори) за H&CD и се осъществява чрез бързо разединяване (10 – 200µs) от източника на DC-захранване и ограничаване на тока на късо съединение в мястото на повредата.

### Импулсна система за захранване
PPSS изпълнява следните функции:
1. АС-разпределение на импулсните мощности;
2. осигурява захранване за намотките;
3. осигурява захранване за H&CD-системата;

Променливотоковото захранване се взема от 400 kV мрежа и се преобразува до едно средно ниво на напрежение (69 kV) посредством три понижаващи трансформатора по 300MVA. Всеки трансформатор захранва по една разпределителна шина. Голяма част от товарите са свързани директно към 69 kV шини. Товарите с относително ниска мощност (обикновено под 20 MVA) се захранват от шини 22 kV, които са захранвани от 69kV шини през три понижаващи трансформатора по 50 MVA. Разпределителните уредби на 400 kV и 69 kV са класически, открити, с въздушна изолация и използват елегазови (SF6) прекъсвачи. Разпределителната уредба на 22 kV е с въздушна изолация, тип КРУ, с вакуумни прекъсвачи, за закрит монтаж. Всички компоненти използвани в разпределителните уредби, например прекъсвачи, разединители и заземителни ножове са с каталожни параметри. PPSS включва няколко AC/DC преобразуватели, които са източник на реактивна мощност и токови хармоници, много по-високи от допустимите за преносната мрежа. Това налага използването на компенсатори на реактивна мощност и филтри на хармоници (RPC&HF). Тези блокове се присъединяват към 69 kV шина (по една на всяка шина) и са базирани на използването на кондензаторни батерии (Static Var Compensation (SVC). В сравнение с конвенционалните батерии, RPC&HF системата на ITER няма тиристорно превключване на кондензаторите (Thyristor Switched Capacitor (TSC), защото не е необходимо да се генерира индуктивна реактивна енергия. От друга страна са необходими филтри на хармоници и налагат кондензаторните банки да са постоянно включени към разпределителната система. В крайна сметка, вземайки предвид очакваното развитие на технологията Thyristor Controlled Reactor (TCR), конструирането на TCR-и, които могат директно да се свържат към 69 kV, трябва да е възможно по времето на ITER. Недостатъкът на тази концепция е 6-импулсната работа на TCR-ите, което създава 5-и и 7-и хармоник на тока и изисква съответно филтри за хармониците. Въпреки всичко решението без понижаващ трансформатор за TCR е най-подходящо.

### Fast Discharge unit (FDU)
Разработеният за целите на ITER функционален блок, необходим за бързото разреждане на енергията, запасена в магнитите. Проектирането на тази единица отправя може би най-сериозното предизвикателство пред проектантите, занимаващи се със захранващата система на ITER. Причина за това са специфичните условия на работа и параметри, които трябва да притежава:
- Проектирана да издържа и да прекъсва постоянен ток до 70 kA с напрежение на възстановяване до 10 kV;
- Номиналното напрежение на изолацията е 17,5 kV;
- Изпитателното напрежение на изолацията е 38,5 kV;
- Изпитателно напрежение на възстановяване 24 kV;
- Живот 250 цикъла;
- За бързото разреждане на запасената енергия, ще са необходими 16 такива единици за ITER;
- Общата проектна енергия на резисторите за тороидалните, полоидалните магнити и централния соленоид, е около 50 GJ;
- Номиналният ток на полоидалните магнити и централния соленоид е 45 kA.

### Мощностни преобразуватели за ITER

#### Преобразуватели, захранващи свръхпроводящите магнити
Магнитите на ITER са захранвани от голяма AC/DC преобразувателна станция с обща инсталирана мощност от 1,6 GVA. Един конвертор осигурява непрекъснат управляем ток за тороидалната намотка. 12 конвертора захранват централния соленоид и намотките за полоидално поле с управляемо напрежение и/или ток за тока на плазмата и контол на формата. 4 подсилващи конвертора осигуряват относително високо напрежение за полоидалната намотка по време на създаването на плазмата и нарастването на тока на плазмата. 9 конвертора се използват за корекционните намотки за коригиране на грешките в полето и стабилизация на плазмата.

#### Преобразуватели, захранващи H&CD-системата
Основната функция на системата за захранване на допълнителните системи за подгряване на плазмата е да осигури регулируемо и контролирано постоянно напрежение за отделните RF-генератори и NBI и да изключва изходната мощност за много кратко време (< 10 µs за RF-генераторите, < 200 µs за NB-системата), ограничавайки загубата на енергия под определена стойност (под 10 J за RF-генераторите, под 50 J за NBI).

#### Високотоков мощностен преобразувател за магнитите на ITER
Възприетият дизайн за 90 MVA основен конвертор за полоидалните магнити е един 12-импулсен, 4-квадрантен преобразувател, съставен от подредени „гръб-в-гръб“ тиристори върху общ радиатор. Съдържа два 6-импулсни моста, свързани в паралел през междуфазни реактори и токоизправителен трансформатор с двуфазно разменяне на вторичните намотки, за да се осигури 12-импулсната работа. За повишаване на надеждността и възможностите на преобразувателната станция, трябва да са изпълнени следните критерии: 12-импулсна работа, Fault Suppression Capability (FSC), един резервен тиристор на клон. FSC е способността на конвертора да ограничава повишението на тока в резултат на високочестотни грешки (например циркулация на ток между свързаните „гръб-в-гръб“ мостове или късо съединение в DC-веригата), чрез потискане на входния импулс без да се разтопи предпазителят. Предпазителят се свързва последователно с всеки тиристор и служи за предпазване на тиристора в режим на късо съединение. След като се потисне смущаващото въздействие, останалите тиристори са способни да понесат номиналното постоянно напрежение, което дава възможност за незабавно възстановяване на работата след повредата. За резервна защита се използва високоволтов АС прекъсвач. По този начин той сработва единствено в случай на повреда в алгоритъма на FSC. FSC концепцията вече е била използвана в преобразувателите с по един тиристор на звено без предпазители (инсталирани във високоволтовите DC подстанции), но случаят с голям брой тиристори в паралел е трябвало да бъде демонстриран. През 1998 г. успешно е тестван прототип на такъв преобразувател. FSC e демонстрирана с 10, 100 mm тиристора в паралел (за ITER е предвидено използването на 8, 125 mm тиристора). Коефициентът на небаланс, който е постигнат, е под 1,4, без да са използвани специални тиристори и то не само при нормална работа, но и в случай на авария. По-късно е постигнат и коефициент на небаланс под 1,25.

#### Pulsed Step Modulator (PSM)
Тази технология е възприета за захранване на ICRF генераторите (тетродна лампа). PSM е развита през 1980-те за радиопредавателите. Използва няколко отделни стъпки на напрежението, които могат да бъдат електронно включвани или изключвани от веригата. По този начин изходното напрежение може рязко да се променя според изискванията на тетрода. Едно междинно разклонение захранва анода на стъпковия усилвател (нискомощни тетроди). Защитата на товара се осъществява с рязкото изключване на всички стъпки на напрежение (за по-малко от 10 µs).

#### Тиристорен конвертор с последователни IGBT модулатор/ключ
Комбинация от един диоден/тиристорен конвертор с високоволтов IGBT ключ/модулатор вентил е идеята за захранване на EC и LH H&CD. Изискванията към тази захранваща система трябва да бъдат съвместими с постиженията на PSM-технологията. Въпреки това в сравнение с PSM, диодният/тиристорен конвертор с последователен IGBT ключ/модулатор се очаква да бъде конкурентен (ниска цена/MVA) като се има предвид, че в дизайна на ITER, изискваната RF-мощност налага използването на няколко EC и/или LH RF генератора. Основната разлика между захранването на EC и LH е изходното напрежение:50kV за гиротроните на EC и 80kV за клистроните на LH.

### Захранваща система за източника на йони
Първите съоръжения ще бъдат изградени в тестовата лаборатория в Падуа, а впоследствие и оперативните блокове за двата инжектора на ITER (NBI-1 и NBI-2). В крайна сметка ще бъдат изградени 4 такива елемента. Тази захранваща система ще има следните възможности:
- Захранване на радиочестотните генератори.
- Захранване на извличащата система.
- Захранване на помощните системи за йонния източник.
- Разпределение на енергията в и извън HVD.
- Местно управление и защита на ISEPS.
- Осветление, охлаждане и сигнализация.

## CODAC системата
Работата на ITER като експериментален реактор изисква силно развита система за измерване и управление.
Системата CODAC като централна система за измерване и контрол на ITER изпълнява следните функции: контрол, достъпност до данните и комуникация (Control, Data Access and Communication). Това включва: непрекъснато наблюдение на системите на централата; предаване на информацията до операторите, включващо алармиране, подготвяне за действия и автоматично задаване на действията (включително продължителността на импулсите); получаване, обработка и съхранение на всички данни от системите на централата. CODAC използва сложна логика и физическа реализация да раздели тези функции.
Системата за блокировка (Interlock System) осигурява защитите на ITER. Всяка система за контрол и измерване в централата може да използва местни блокировки. Централната система за блокировка (Central interlock System) се използва за координация на действията на отделните подсистеми, така че да се предотврати евентуална авария, която може да нанесе сериозни щети на цялата програма.
Системите за безопасност (Safety systems) защитават персонала и заобикалящата среда по време на работата на ITER. Тази система може да прекратява операциите с плазмата и да забрани достъпа до потенциално опасни зони. Може да се раздели на ядрена безопасност, неядрена (конвенционална) безопасност и достъпна за персонала, като координацията между трите звена се извършва от централната система за безопасност (Central Safety System). Системата работи със сигнали, които се отделят от съответните измервания направени от конвенционалната система за измерване.